# Кожная аутосенсибилизация
Кожная аутосенсибилизация — кожное заболевание (в международной по международной классификации МКБ-10 — L30.2), носящее аллергический характер, основным типом проявления считается образование на коже воспаленных очагов. Суть протекающих процессов заключается в том, что в организме появляются антигены, которые способствуют появлению антител, те в свою очередь вызывают аллергическую реакцию. Лечение данной болезни протекает болезненно и срок лечения заранее сказать невозможно.
Бывает (возникает при):
- кандидоз;
- дерматофитозная;
- экзематозная.